# دينيس سيلان
دينيس سيلان (بالدنماركية: Dennis Ceylan)‏ (مواليد 3 مارس 1989) هو ملاكم دنماركي، مثّل بلاده في الألعاب الأولمبية الصيفية 2012.

## روابط خارجية
دينيس سيلان على موقع بوكس ريك (الإنجليزية) (registration required)
- دينيس سيلان على موقع أوليمبيديا (الإنجليزية)